# Ibrahim I
Ibrahim I, detto l'Irritabile o anche il Folle (Deli Ibrahim) (ابراهيم الأول in turco ottomano; Istanbul, 5 novembre 1615 – Istanbul, 18 agosto 1648), fu sultano dell'Impero ottomano dal 1640 al 1648.

## Biografia
Uno dei sultani ottomani più famosi della storia, venne liberato dal Kafes (la prigione dorata all'interno del Palazzo Topkapı in cui venivano rinchiusi i fratelli del sultano regnante in quanto possibili pretendenti al trono) alla morte di suo fratello Murad IV (1623-1640), che fu chiamato a succedere, nonostante lo stesso sultano morente avesse ordinato di farlo uccidere (Murad stesso era succeduto al loro fratello maggiore, Osman II).
Ibrahim ereditò la crudeltà ma non la saggezza politica dei suoi fratelli: il suo governo sconsiderato portò l'impero vicino al collasso in pochissimi anni. Probabilmente mentalmente instabile, alcune fonti riportano che egli soffrisse di nevrastenia e, dopo la morte del fratello, depressione. Durante il suo regno a prendere le decisioni maggiori fu sostanzialmente sua madre, Kösem Sultan, che d'altra parte si era occupata degli affari di Stato già durante il regno del predecessore.
Sulla "follia" e le stravaganze di Ibrahim sono stati tramandati molti aneddoti: egli è noto per aver avuto una vera e propria ossessione per le donne obese, al punto da inviare i suoi agenti per l'impero affinché gli portassero la donna più grassa possibile. Una di esse fu scovata in Georgia o Armenia e Ibrahim fu così soddisfatto di vederla che le assegnò una pensione e (a quanto sembra) addirittura un governatorato.
Egli dapprima si disinteressò degli affari politici, ma in seguito fece uccidere numerosi visir da lui stesso innalzati. Combatté una guerra navale contro la Repubblica di Venezia: sebbene fortemente in declino, la Serenissima riuscì ad aver ragione della flotta avversaria nel mar Egeo e a conquistare l'isola di Tenedos (1646), punto di accesso ai Dardanelli.
Il governo di Ibrahim divenne ancora più imprevedibile: fece uccidere quasi tutte le 280 donne del suo harem, facendole chiudere in sacchi con dei pesi che venivano gettati nel fiume, perché una di loro era stata sedotta da un estraneo (solo una donna riuscì a salvarsi poiché il suo sacco non era stato zavorrato abbastanza). Questa fu però l'ultima goccia: Ibrahim venne deposto e assassinato, assieme alla madre, alla sua amante favorita e al Gran Visir Hezarpare Ahmet in un colpo di Stato guidato dal Gran Mufti Hacı Abdürrahim.

## Famiglia
Ibrahim I aveva un harem numeroso.
Oltre alle sue otto Haseki Sultan (primo e unico caso certo di compresenza di più Haseki allo stesso tempo e sintomo della perdita di prestigio ed esclusività del titolo iniziata sotto Murad IV) aveva un gran numero di concubine, di cui solo alcune note.
Tuttavia, solo Şivekar Sultan e Hümaşah Sultan, che divenne anche sua moglie legale, ebbero un vero potere politico o influenza sul sultano.
Ibrahim era particolarmente famoso per le sue brevi ma intense ossessioni amorose, spesso per donne che non facevano parte del suo harem e che faceva requisire dai suoi agenti in giro per la città.
Altri aneddoti legati al suo harem sono la chiacchierata passione di Ibrahim per le donne obese, che avrebbe portato Şivekar, detta la donna più grassa di Costantinopoli, a diventare sua favorita, e la storia secondo cui avrebbe annegato 280 concubine del suo harem a causa di un pettegolezzo secondo cui una di loro aveva avuto una relazione proibita con un uomo, aneddoto però rifiutato da diversi storici come inventato o esagerato.

### Consorti
Ibrahim I aveva otto Haseki Sultan, di cui l'ultima fu anche sua moglie legale, più un numero sconosciuto di concubine minori.
Le sue consorti note erano: 
- Turhan Hatice Sultan. BaşHaseki (Prima Haseki) e madre, Valide Sultan e reggente di Mehmed IV. Era di origini russe e il suo nome originale era Nadya. Dopo la salita al trono del figlio, protesse i restanti figli di Ibrahim dall'esecuzione, determinando il definitivo abbandono della "legge del fratricidio".
- Saliha Dilaşub Sultan. Chiamata anche Aşub Sultan o Aşube Sultan. Seconda Haseki di Ibrahim, madre e Valide Sultan di Solimano II, fu la prima concubina di Ibrahim. Era di origine serba e il suo nome originale era Katarina. A differenza delle altre Haseki, che guadagnavano 1.000 aspri al giorno, lei ne guadagnava 1.300[9].
- Hatice Muazzez Sultan. Terza Haseki e madre di Ahmed II. Premorì al figlio e quindi non fu mai Valide Sultan.
- Ayşe Sultan (morta nel 1675). Quarta Haseki, venne nominata tale nel gennaio 1645. Era di origini tatare.
- Mahienver Sultan. Quinta Haseki. Viene citata per la prima volta il 2 maggio 1646. Era di origini circasse. Riceveva le entrate della provincia di Hamid.
- Saçbağlı Sultan. Sesta Haseki. Era di origine circassa e il nome originale era Leyla. Riceveva le entrate della provincia di Nicopoli e parte di quelle dell'Egitto.
- Şivekar Sultan. Settima Haseki, entrò nell'harem intorno al 1646. Era ritenuta la donna più grassa della capitale e fu una delle uniche due consorti di Ibrahim politicamente attive. Era di origine armena e il suo nome originale era Maria. Riceveva le entrate di Damasco.
- Hümaşah Sultan. Ottava Haseki e unica moglie legale di Ibrahim, dopo le nozze venne soprannominata Telli Haseki. Era di origini georgiane o circasse. Una delle uniche due consorti politicamente attive. Riceveva le entrate dell'Egitto. Anni dopo la morte di Ibrahim, intorno al 1672, fu fatta risposare, in eccezione al protocollo, con il Caimacam (vice governatore) di Costantinopoli, Ibrahim Paşah.
- Zafire Hatun. Chiamata anche Zarife Hatun. Concubina georgiana di Ibrahim mentre era ancora Şehzade, rimase incinta in violazione alle regole dell'harem. Kösem Sultan, madre di Ibrahim, la consegnò al kızları agasi Sümbül Ağa perché la annegasse, ma l'uomo la nascose in casa sua, dove partorì. Scoperta la cosa, Kösem li esiliò in Egitto, ma la nave fu attaccata. Se il bambino si salvò e fu portato a Malta, non si sa cosa accadde alla madre.
- Hubyar Hatun. Una delle concubine di cui Ibrahim si infatuò per un po'. Venne poi liberata e data in sposa a Ibrahim Ağa.
- Şekerpare Hatun. Prima concubina e poi musahibe (compagna), tesoriera e governante dell'harem. Riceveva le entrate dell'Egitto.
- Sakizula Hatun.
- Şekerbanu Hatun.
- Hatice Hatun.
- La moglie del Gran Visir Hezarpare Ahmed Pascià. Invaghitosi di lei, Ibrahim la obbligò a divorziare dal marito. In cambio, sia Ahmed Paşah che suo figlio ricevettero una figlia di Ibrahim in moglie, rispettivamente la piccola Beyhan Sultan, all'epoca di un anno (secondo alcune fonti venne poi cresciuta proprio dalla sua ex moglie), e Safiye Sultan, la maggiore.
- La figlia di Şeyhülislam Muid Ahmed Efendi: secondo A.L. Castellan, Ibrahim la chiese per il suo harem, ma suo padre si oppose, così il sultano la fece rapire dalle terme, per poi rimandarla a casa dopo qualche tempo.

### Figli
Ibrahim I aveva almeno dieci figli:
- (Şehzade) Fülan (Costantinopoli, prima del 1640 - Italia, ?) - con Zafire Hatun. Concepito mentre Ibrahim era ancora Şehzade in violazione alle regole dell'harem, Kösem Sultan, madre di Ibrahim, ordinò che la madre incinta fosse annegata. Salvata dal kızları agasi e partorito il figlio, il bambino divenne noto come "il bastardo dell'eunuco nero". Scoperta la cosa, Kösem esiliò i tre in Egitto, ma la nave fu attaccata. Il bambino fu portato a Malta, dove fu proclamato "principe ottomano". In seguito si convertì al cristianesimo e predicò con il nome di "Padre Ottomano". Secondo l'ambasciatore veneziano, la storia fu tra i fattori che tesero i rapporti fra l'Impero Ottomano e la Serenissima Repubblica di Venezia nel 1645.
- Mehmed IV (Costantinopoli, 2 gennaio 1642 - Edirne, 6 gennaio 1693) - con Turhan Sultan. Sfavorito dal padre, che addirittura per un po' gli preferì il figlio di una serva, una volta, quando aveva meno di cinque anni, venne da lui lanciato in una fontana in reazione a una scenata di gelosia della madre, sbattendo la testa. Salvato dall'annegamento da un servo, gli rimase una cicatrice permanente sulla fronte[10]. Divenne sultano a sei anni dopo la deposizione e l'uccisione del padre.
- Solimano II (Costantinopoli, 15 aprile 1642 - Edirne, 22 giugno 1691) - con Saliha Dilaşub Sultan. Tre mesi più giovane di Mehmed, fu per questo rinchiuso per quasi tutta la sua vita nel Kafes quando il fratellastro salì al trono. Infine divenne sultano dopo Mehmed IV.
- Ahmed II (Costantinopoli, 25 febbraio 1643 - Edirne, 6 febbraio 1695) - con Hatice Muazzez Sultan. Passò quasi tutta la vita rinchiuso nel Kafes. Divenne sultano dopo Solimano II.
- Şehzade Murad (Costantinopoli, aprile 1643 - Costantinopoli, 16 gennaio 1644).
- Şehzade Selim (Costantinopoli, 19 marzo 1644 - Costantinopoli o Edirne, settembre 1669). Visse rinchiuso nel Kafes.
- Şehzade Osman (Costantinopoli, agosto 1644 - Costantinopoli, 1646).
- Şehzade Bayezid (Costantinopoli, 1 maggio 1645 - Costantinopoli, agosto 1647).
- Şehzade Cihangir (Costantinopoli, 14 dicembre 1646 - Costantinopoli, 1 dicembre 1648) - con Şivekar Sultan.
- Şehzade Orhan (Costantinopoli, ottobre 1648 - Costantinopoli, gennaio 1650) - con Hümaşah Sultan.

### Figlie
Ibrahim I aveva almeno dieci figlie:
- Safiye Sultan (Costantinopoli, 1640 - ?) - forse con Saliha Dilaşub Sultan. Sposò Baki Bey, figlio del Gran Visir Hezarpare Ahmed Pascià dalla sua prima moglie. Sepolta nel mausoleo del nonno Ahmed I, nella Moschea Blu.
- Fatma Sultan (Costantinopoli, fine 1642 - Costantinopoli, 1657) - forse con Turhan Sultan[17]. Nel 1645 sposò Silahdar Yusuf Pascià, che fu giustiziato il 22 gennaio 1646. Un mese dopo, suo padre la sposò con Musahib Fazlı Pascià, che esiliò un paio di mesi dopo facendola al contempo divorziare. Fu sepolta nella moschea di Yeni Valide. Della sua tomba si prese cura Turhan Sultan.
- Gevherhan Sultan (Costantinopoli, 1642 - Edirne, 27 ottobre 1694) - forse con Hatice Muazzez Sultan. Si sposò tre volte. Sposò Cafer Paşah il 23 novembre 1646, rimase vedova dopo qualche mese. Nel 1647 o nel 1653 sposò Çavuşzade Mehmed Paşah, e rimase vedova nel 1681. Infine sposò Helvacı Yusuf Paşah nel 1692, prima di morire due anni dopo.
- Beyhan Sultan (Costantinopoli, 1645 - 15 settembre 1700) - forse con Turhan Sultan[18]. Si sposò quattro volte. Nel 1646 fu sposata con Küçük Hasan Paşah e rimase vedova l'anno dopo. Venne poi sposata al Gran Visir Hezarpare Ahmed Pascià il 16 settembre 1647, e rimase vedova il 7 agosto 1648 quando suo marito fu giustiziato. Sposò Uzun İbrahim Paşah e rimase vedova nel 1683. Sposò infine nel 1689 Bıyıklı Mustafa Paşah e rimase vedova nel 1699. Secondo Öztuna da questo matrimonio ebbe un figlio, Sultanzade Hüseyn Bey (1690 - 1754). Venne sepolta nel mausoleo di Solimano il Magnifico, nella Moschea di Solimano.
- Ayşe Sultan (Costantinopoli, 1646 - Il Cairo, 1675?). Si sposò due volte. Sposò Defterdar Ibrahim Pasha, governatore de Il Cairo, e rimase vedova nel 1664. In seguito sposò il governatore di Buda e del Cairo, suo cugino Sultanzade Canbuladzade Hüseyn Pasha, figlio di Fatma Sultan.
- Atike Sultan (Costantinopoli, ? - Costantinopoli, fl.1683[19]) - forse con Turhan Sultan[20]. Si sposò tre volte. Sposò Sarı Kenan Paşah nel 1648 e, quando suo marito fu giustiziato nel 1659, sposò l'ispettore anatolico Boşnak Mostarlı İsmail Paşah nello stesso anno e rimase vedova nel 1664. Infine sposò Gürcü Mehmed Pasha nel 1665.
- Kaya Sultan (Costantinopoli, ? - ?). Sposò Haydarağazade Mehmed Paşa nel 1649, che fu giustiziato nel 1661.
- Ümmügülsüm Sultan (Costantinopoli, ? - Costantinopoli, 1654). Chiamata anche Ümmi Sultan. Sposò Mirahur Abaza Ahmed Paşah nel 1653 e morì poco dopo le nozze.
- Hatice Sultan (Costantinopoli, ? - Costantinopoli, ?). Morì bambina.
- Bican Sultan (Costantinopoli, 1648/1649 - ?). Nacque postuma e fu l'ultima figlia di Ibrahim. Venne proposta in moglie a Kuloğlu Musahip Mustafa Paşah, ma lui la rifiutò (avrebbe in seguito sposato la figlia di Mehmed IV, Hatice Sultan, nel 1675). Venne quindi sposata a Cerrah Kasım Paşah, nel gennaio 1666.